# (32531) Ulrikababiaková
(32531) Ulrikababiaková, désignation internationale (32531) Ulrikababiakova, est un astéroïde de la ceinture principale.

## Description
(32531) Ulrikababiakova est un astéroïde de la ceinture principale. Il fut découvert le 13 août 2001 à l'Observatoire d'Ondřejov par Peter Kušnirák. Il présente une orbite caractérisée par un demi-grand axe de 2,69 UA, une excentricité de 0,15 et une inclinaison de 12,3° par rapport à l'écliptique.
Il est nommé d'après Ulrika Babiaková.

## Compléments